# Gonzalo Maroni
Gonzalo Maroni, né le 18 mars 1999 à Córdoba en Argentine, est un footballeur argentin qui évolue au poste de milieu offensif aux Newell's Old Boys, en prêt de Boca Juniors.

## Biographie

### Instituto Cordoba
Gonzalo Maroni fait ses débuts en professionnel dans l'un des clubs de sa ville natale, l'Instituto Córdoba, club évoluant alors en deuxième division d'Argentine. Plusieurs clubs de première division comme le CA Belgrano et San Lorenzo s'intéressent à lui mais il préfère rester dans son club formateur. Il joue son premier match le 11 août 2015 lors de la victoire par un but à zéro de son équipe face au CA Tucumán.

### Boca Juniors
Boca Juniors, l'un des plus grands club du pays recrute Gonzalo Maroni en décembre 2015. D'abord intégré aux équipes de jeunes, il fait ses débuts avec sa nouvelle équipe le 16 mai 2016 à l'occasion d'un match de championnat perdu par Boca face à Estudiantes La Plata (3-1).
Il inscrit son premier but le 1er mai 2017 lors de la victoire de Boca Juniors sur Arsenal de Sarandi (3-0).
Gonzalo Maroni glane son premier titre en étant sacré Champion d'Argentine en 2017 avec Boca Juniors, et il est sacré une deuxième fois la saison suivante.

### Prêts successifs
Gonzalo Maroni est prêté au CA Talleres en 2018.
Lors de l'été 2019 Gonzalo Maroni est prêté avec option d'achat à la Sampdoria Gênes, pour la saison 2019-2020. Il joue son premier match pour la Sampdoria le 18 août 2019 en Coppa Italia face au FC Crotone. Il entre en jeu à la place de Gianluca Caprari ce jour-là et participe à la victoire de son équipe en inscrivant son premier but pour la Sampdoria (1-3 score final).
Le 20 juillet 2021, Gonzalo Maroni est cette fois prêté au club mexicain de l'Atlas FC.
Le 24 juin 2022, Gonzalo Maroni est de nouveau prêté, cette fois dans son pays natal, au club de San Lorenzo. Il est prêté par Boca Juniors jusqu'en décembre 2023.
Le 12 janvier 2024, Gonzalo Maroni est prêté au CA Tigre jusqu'à la fin de l'année, et sans option d'achat.

## Palmarès
Boca Juniors
- Champion d'Argentine en 2017 et 2018.